# El Llamp
El Llamp fou una revista editada a Gandesa (Terra Alta) des de principis dels anys vint del segle xx fins a l'any 1934, ben entrada la República. L'editor Enric Borràs Cubells (Gandesa, 1920-Barcelona, 1985) i el seu fill Enric Borràs Calvó, van fundar l'Editorial El Llamp el 23 de febrer de 1982 a Barcelona, prenent el nom de la revista. L'editorial El Llamp va promoure, el 23 de febrer de 1984, la recuperació de la capçalera de la revista, que es publica, en aquesta segona època, a Barcelona. Fou dirigida, en una primera etapa, per Joan Crexell i Playà i, posteriorment, pels germans Xavier Borràs i Enric Borràs. De periodicitat quinzenal, es proposava d'ésser una plataforma d'opinió i debat catalanista on es reflectís el present i el futur de Catalunya i dels Països Catalans. El 7 de maig de 1987 deixà de publicar-se per problemes econòmics, tot assolint setanta-quatre números. Abastà un tiratge de més de 2.000 exemplars, 1.000 dels quals per subscripció.